# Sistema di numerazione maya

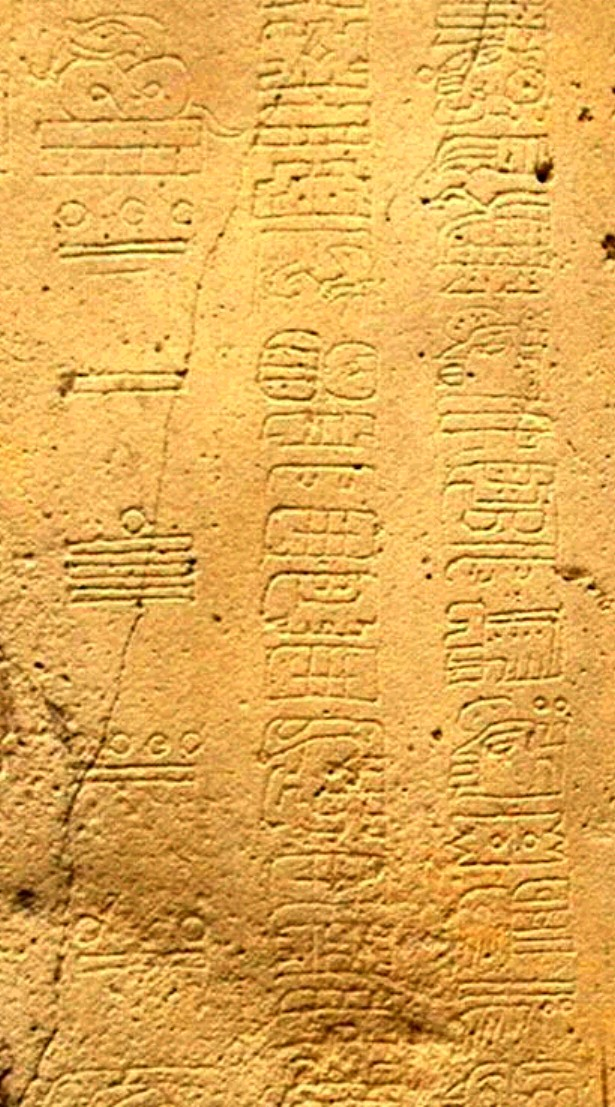
Dettaglio di incisione che mostra tre colonne di glifi dalla Stele di La Mojarra 1. Nella colonna di sinistra sono utilizzati numerali Maya per mostrare la data a Conto Lungo di 8.5.16.9.7, o 156 CE.

Numeri maya.

Il sistema di numerazione usato dai Maya era vigesimale (a base venti), posizionale e comprendeva l'uso dello zero.
I numeri erano rappresentati attraverso tre simboli, una conchiglia vuota, un puntino ed una striscia.
A volte le cifre erano rappresentate come glifi a forma di faccia. Si pensa che questi glifi rappresentassero la divinità associata al numero; questo uso è però raro, e testimoniato solo in alcune delle incisioni più elaborate.
Ad esempio, il numero 69 è espresso come 
| {\displaystyle {\rm {\stackrel {\bullet \bullet \bullet }{}}}}                      |  | 3 × 20 = |  | 60 |
| {\displaystyle {\rm {\stackrel {\underline {\bullet \bullet \bullet \bullet }}{}}}} |  | 9 × 1 =  |  | 9  |

In tutti gli esempi a noi giunti di rappresentazione di grandi numeri la base moltiplicativa per il terzo livello è 360 (18×20) anziché 400 (20×20). Si pensa che questo sia dovuto a motivi religiosi legati al loro calendario (360 è un numero vicino alla durata dell'anno), mentre il rapporto tra i livelli più alti riprende ad essere 20.

## Lo zero
Per indicare un ordine numerico vuoto i Maya inventarono lo zero. Lo rappresentavano usando diversi glifi, per lo più a forma di conchiglia; altre rappresentazioni del simbolo sono una spirale, un guscio vuoto o un occhio socchiuso.
Una delle possibili cause dell'introduzione dello zero è religiosa: per i Maya infatti la numerazione scritta aveva una grande importanza dal punto di vista del computo del tempo, e i sacerdoti avevano bisogno dello zero come segnaposto nei loro calcoli legati all'astronomia e al calendario.

## Le operazioni e l'abaco
Per effettuare addizioni e sottrazioni i Maya usavano un particolare tipo di abaco, nel quale le cifre erano rappresentate per unità o per cinquine su una tabella (tablero), simile a quella utilizzata per la moltiplicazione araba.
L'addizione era effettuata combinando i diversi simboli:
Se dopo l'addizione vi erano più di cinque punti, se ne rimpiazzavano cinque con una linea; allo stesso modo, se si raggiungevano le quattro linee, si aggiungeva un punto nella colonna di grado più alto.
Nello stesso modo si eseguiva la sottrazione, eventualmente scambiando una linea con cinque punti o un punto con quattro linee di livello più basso.